# Abide with me

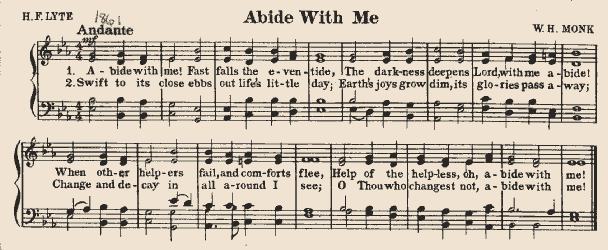
Abide with me, na música "Eventide"

Abide with me é um hino cristão criado pelo escocês anglicano Henry Francis Lyte.
Lyte escreveu o poema em 1847 e o musicou enquanto morria de tuberculose. Ele sobreviveu apenas mais três semanas após a sua conclusão.
O hino é parte do legado musical cristão e tradicional nos países de língua inglesa, tendo sido frequentemente usado em produções de cinema e TV, além de eventos públicos. Em julho de 2012 foi cantada pela escocesa Emeli Sandé na abertura dos Jogos Olímpicos de Londres.
Em sua versão original, "Abide with me" é geralmente cantada com a música do hino "Eventide" de William Henry Monk. Em português, está presente nos hinários das diferentes denominações cristãs em diversas versões, bem como "Eventide", usada para musicar outros hinos.